# Екологічні наслідки окупації Криму Росією
У Криму знаходиться 6 з 19 природних заповідників України — найціннішої категорії природно-заповідного фонду. Адміністрації всіх заповідників підпорядковані державними установами України: Міністерство екології та природних ресурсів України (Казантипський та Опукський природні заповідники (далі — ПЗ), національний природний парк «Чарівна Гавань»), Державному агентству лісових ресурсів (Кримський ПЗ та Ялтинський гірсько-лісовий ПЗ), Національній академії наук України (Карадазький ПЗ) та Академії аграрних наук (ПЗ «Мис Мартьян»). Згідно з законодавством РФ, заповідники і національні парки повинні підпорядковуватися безпосередньо Мінприроди Росії.
26 березня 2014 року уряд «РК» ухвалив рішення про націоналізацію заповідників і вже 27 березня з цього приводу у Сімферополі відбулась прес-конференція голови Республіканського комітету з охорони навколишнього природного середовища (Рескомприроди) Геннадія Нараєва, на якій озвучено що «РК» не згоджуєтьяс передавати заповідники під московську юрисдикцію.
В усіх подальших документах, позиція керівництва «РК» мала чіткий вектор на використання природних і передусім рекреаційних ресурсів кримських заповідників. Так, 4 квітня 2014 року було підписано розпорядження, згідно з яким відвідування заповідників і національних парків, прохід туристичними стежками Криму будуть безкоштовними до створення структури, яка займатиметься адмініструванням надходжень. Створювати окремий орган, який би керував заповідниками, в «РК» не стали. Разом з тим, на рівні з лісгоспами, заповідники підпорядкували Республіканському комітету лісового господарства (Рескомліс).
25 серпня 2014 голова «Держради РК» В. Константінов заявив, що розглядається питання про скасування Опукського і Казантипського заповідників, оскільки місцеві жителі Ленінського району звернулись до «кримської влади» із проханням про це. За його словами — «жителі залишилися без традиційних місць випасу». Тут важливо нагадати, що обидва заповідники створені досить давно, після того як втратили оборонне значення з розпадом СРСР. «Традиційних місць випасу» тут не могло бути щонайменше років 70. Втім, більш важливо розуміти що майже всю площу вказаних заповідників займає морська акваторія і круті скелі над морем — не найкраще місце для випасу, на відміну від безкрайніх степових масивів Керченського півострова, на скелястих мисах якого створені ці заповідники.
4 червня 2014 року Радмін РК видав розпорядження № 464-р «Про передачу об'єктів нерухомості в безоплатне користування управлінню справами президента РФ». У списку перераховані різноманітні санаторії, резиденції, пансіонати, а в самому кінці — Кримський природний заповідник. У жовтні 2014 року Кримський природний заповідник переданий до Федеральної бюджетної установи «Комплекс Крим», що входить до складу управління справами президента РФ,тим самим повернувши території колишній (часів СРСР) статус Державного заповідно-мисливського господарства.
У січні 2015 року Радмін РК уточнила перелік заповідників, що передаються у підпорядкування Рескомлісу. Ними стали Опукський, Казантипський, Ялтинський та Карадазький заповідники — як бюджетні установи, і НПП «Тарханкутський». Заповідник «Мис Мартьян» досі не визначив статус в складі самопроголошеної РК. В свою чергу, Рескомліс оголосив частину ПЗФ не залежно від категорій — «об'єктами рекреації» та встановив диференційовану плату за вхід на їх територію. Платний туризм в заповідниках і заказниках активно пропагується кримськими медіа . Вартість входу на територію заказників оцінена від 60 до 100 російських рублів для дорослих і до 60 — для дітей; встановлення намету — 100 руб, проїзд автобуса — 150 руб, автомобіля — 70 руб. У Ялтинському заповіднику, до якого взагалі не можна заходити — в різних частинах вартість відвідування примітних обєкктів — від 50 до 100 руб. У Карадазькому заповіднику послуги варіюють від 50 до 450 руб.; в Опукському — 200, Казантипському — 150 руб.
Запровадження платних послуг в заповідниках виявилось спробою перевести їх на самозабезпечення. Проте відсутність у анексованому Криму відпочиваючих як таких, не було, тому і заповідники не змогли принести прибутки, а й не спромоглись навіть забезпечити себе самих. Зваживши на загальну економічну кризу, вже у липні 2015 року Міністерство екології «РК» поновило переговори з Мінприроди РФ щодо передачі заповідників у федеральне підпорядкування із відповідним фінансуванням їх адміністрацій безпосередньо з Москви.
Втім, сьогодні є підстави боятись, що заповідні об'єкти Криму можуть чекати значно більш радикальні реформи. Відомо, що у 2015 році, Відкрите акціонерне товариство "Російський інститут містобудування та інвестиційного розвитку «Гіпрогор» (Москва) здійснювало розробку Схеми територіального планування Республіки Крим. Аналогічний документ розроблений для всіх інших суб'єктів РФ теж. Один з томів «Схеми…» присвячений питанням охорони природи і природно-заповідного фонду зокрема. Саме цей документ сьогодні є єдиним підтвердженням багатьох тривожних чуток про можливі скасування кримських заповідних територій та про можливі розміщення російських військових баз на їхній території. У «Схемі територіального планування…» серед проблем природно-заповідних територій вказана наявність природно-аквальних комплексів — частини морських акваторій Криму, що в українському законодавчому полі віднесені до категорії пам'яток природи місцевого значення. В російському законодавстві всі морські акваторії є зонами федерального підпорядкування, що вимагає зміни категорії або підпорядкування вказаних об'єктів. У тексті документу двічі фігурує речення «Виходячи з інтересів РФ в галузі оборони і безпеки, межі ООПТ можуть бути скориговані», і одна з цих ремарок відноситься саме до прибережно-аквальних комплексів. Отже, об'єктом особливої уваги документу стає заповідний статус ділянок берега з прилеглою акваторією, де стратегічним є розміщення військових об'єктів.